# Arantxa Urretabizkaia

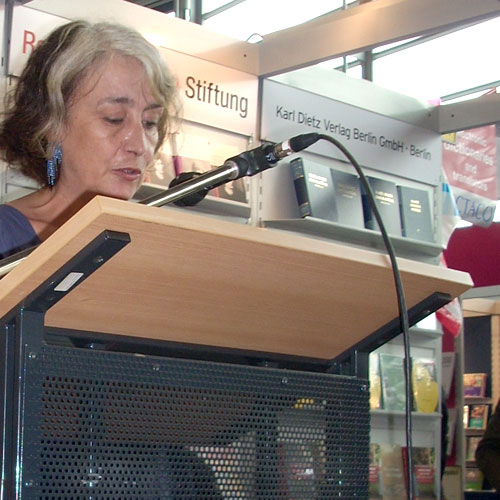
Arantxa Urretabizkaia

Arantxa Urretabizkaia (* 1. Juli 1947 in Donostia) ist eine baskische Schriftstellerin.

## Leben
Arantxa Urretabizkaia, 1947 in Donostia geboren, lebt heute in Hondarribia. Als wichtige Stimme ist die diplomierte Historikerin regelmäßig Gast in Talkshows und Diskussionsrunden zu politischen und sozialen Themen. 2001 erhielt sie den Rikardo Arregi Preis für ihre journalistische Tätigkeit.

## Werke auf Baskisch
Zu ihrem poetischen Werk zählen San Pedro bezperaren ondokoak (1972, Die Folgen der Nacht vor San Pedro) und Maitasunaren magalean (1982, Im Schoß der Liebe). Ihre bekannteste Prosaveröffentlichung ist Zergatik Panpox (1979, Warum Panpox). Der Kurzroman provozierte seinerzeit, weil die Autorin eine alleinerziehende Mutter als Protagonistin wählte.
Es folgten Drehbücher, weitere Romane wie Saturno (1987, Saturn) und Koaderno gorria (1998, Das rote Heft) sowie der Erzählband Aspaldian espero zaitudalako ez nago sekula bakarrik (1983, Da ich schon seit langem auf dich warte, bin ich nie einsam) und das Jugendbuch Aurten aldatuko da nire bizitza (1992, Dieses Jahr wird sich mein Leben ändern).

## Werke auf Deutsch
Im Jahr 2007 veröffentlichte der Pahl-Rugenstein Verlag die deutsche Übersetzung von Koaderno gorria – „Das rote Heft“ in der Reihe Zubiak – Baskische Bibliothek. Es ist ein Brief einer baskischen Aktivistin, die in den 1980ern untertauchte, um der Verhaftung zu entgehen. Darin erzählt sie ihre persönliche Geschichte, die eng verwoben ist mit den politischen Auseinandersetzungen jener Jahre. Da sie selbst ihr Versteck nicht verlassen kann, bittet sie die junge Anwältin Laura, die Kinder in Caracas aufzuspüren und ihnen das Heft zu übergeben.